# 佐久間元輝
佐久間 元輝（さくま もとき、12月17日 - ）は、日本の男性声優。新潟県出身。ケンユウオフィス所属。

## 人物
国際映像メディア専門学校、映像テクノアカデミア卒業。
特技は筋トレ、趣味はサバイバルゲーム。

## 出演

### テレビアニメ
2014年
- ソウルイーターノット!（男子生徒A、ヤンキーB）
- 七つの大罪（2014年 - 2015年、男E、聖騎士C）
- ヤマノススメ セカンドシーズン（登山客たち）

2015年
- ドラえもん（テレビ朝日版第2期）（2015年 - 2025年、不良B、男B、青果店主、客、青果店店主 他）

2016年
- ドリフターズ（重装兵、カルネアデス兵、オルテ兵、ドワーフ）

2017年
- 縁結びの妖狐ちゃん（石金剛）
- プリンセス・プリンシパル（ボート部）
- マーベル フューチャー・アベンジャーズ（フリント）
- 魔法使いの嫁（オークション会場の客）

2018年
- 銀魂.（大名B、大名、攘夷志士B）
- 中間管理録トネガワ（井上）
- 進撃の巨人（2018年 - 2023年、老人、調査兵、ゴードン、コルト父、ファルコ父 他） - 5シリーズ
- ゾンビランドサガ（主任スタッフ）
- からくりサーカス（2018年 - 2019年、人形劇 係の者、村人、バシリスク、男たち、チンピラ）
- 名探偵コナン（2018年 - 2025年、運転手、職員、見知らぬ男性、巡査、書店員 他）

2019年
- 約束のネバーランド（2019年 - 2021年、鬼 / イヴェルク） - 2シリーズ
- 逆転裁判 〜その「真実」、異議あり!〜（親父）
- 新幹線変形ロボ シンカリオン（見張員）
- 賢者の孫（憲兵）
- ポチっと発明 ピカちんキット（先生）
- ちはやふる3（2019年 - 2020年、日向良彦、校長先生、観客、亀田精久、運営 他）
- Fate/Grand Order -絶対魔獣戦線バビロニア-（牧場主）
- 私、能力は平均値でって言ったよね!（ハンター）

2020年
- 妖怪学園Y 〜Nとの遭遇〜（桶狭間カンイチ、モヒカン五郎、メガ・モヒコング、ゾロゾロ・ドロイド）
- 僕のヒーローアカデミア（2020年 - 2023年、警官、講習生、自警団、各国大使） - 2シリーズ
- マギアレコード 魔法少女まどか☆マギカ外伝（紳士）
- もっと!まじめにふまじめ かいけつゾロリ（2020年 - 2022年、ガードマン、チキチータパパ、コンビニ店長、ジョー、トポル 他） - 2シリーズ
- キングダム（2020年 - 2024年、竜川、岳牙、摩論、丁之、雷土、豪徳、江亜、田貝、黄竜、孫仁、赫公 他） - 3シリーズ
- LISTENERS リスナーズ（屈強な男）
- デカダンス（イワン、ディスプレイン）
- 最響カミズモード!（2020年 - 2021年、ハングニル、執事、室時津豪謙）
- 憂国のモリアーティ（2020年 - 2021年、労働者B、執事、貴族、客、ブレムナー 他） - 2シリーズ
- 炎炎ノ消防隊 シリーズ（2020年 - 2025年、綾部中隊長、船員） - 2シリーズ
- ゴールデンカムイ（看守）

2021年
- 回復術士のやり直し（オーク）
- クレヨンしんちゃん（2021年 - 2024年、ダンサーB、テレビ、ジャーナリスト、白衣の男、戦闘員B 他）
- EDENS ZERO（2021年 - 2023年、ジョン、警官、イリーガの部下、バン、サイカ 他） - 2シリーズ
- デュエル・マスターズ キング!（領主）
- 魔入りました!入間くん（マエマロ、滑り台スタッフ）

2022年
- ニンジャラ（手下）
- SHAMAN KING（ハンス・ライハイト）
- 忍たま乱太郎（2022年 - 2024年、イノシシ、剣豪、ナルト城隊長、店主、おじさん）
- SPY×FAMILY（2022年 - 2023年、政治家、財務省事務次官、ボンドマンの司令官、ウォルソン、ジョセフ 他） - 3シリーズ
- ヒーラー・ガール（北里史郎）
- はたらく魔王さま!!（2022年 - 2023年、マレブランケ、教師） - 2シリーズ
- チェンソーマン（魔人、犯罪者A）
- 機動戦士ガンダム 水星の魔女（投資家）
- 農民関連のスキルばっか上げてたら何故か強くなった。（神父）

2023年
- とんでもスキルで異世界放浪メシ（冒険者A、警備隊長）
- シュガーアップル・フェアリーテイル（じいさん）
- 転生王女と天才令嬢の魔法革命（ドラグス・シアン、中長老）
- 陰の実力者になりたくて!（客、市民） - 2シリーズ
- 最強陰陽師の異世界転生記（男）
- 文豪ストレイドッグス（軍警A）
- ヴィンランド・サガ（クヌートの使者、ブロッド、従士）
- Dr.STONE NEW WORLD（戦士、男） - 2シリーズ
- 呪術廻戦 懐玉・玉折/渋谷事変（村人、一般人、改造人間、官公庁職員）
- SYNDUALITY Noir（2023年 - 2024年、ベッソン） - 2シリーズ
- ダークギャザリング（霊、水子霊、赤子）
- カミエラビ
- 七つの大罪 黙示録の四騎士（2023年 - 2024年、ナブ、衛兵） - 2シリーズ
- オーバーテイク!（カメラマン）
- 私の推しは悪役令嬢。（マルセル＝ロロ）
- 帰還者の魔法は特別です（アウター）

2024年
- 月が導く異世界道中 第二幕（オーガス、構成員）
- 薬屋のひとりごと（2024年 - 2025年、武官、作業場の男、子族兵） - 2シリーズ
- 悪役令嬢レベル99 〜私は裏ボスですが魔王ではありません〜（魔導師長）
- 結婚指輪物語（マスター）
- 真の仲間じゃないと勇者のパーティーを追い出されたので、辺境でスローライフすることにしました2nd（トーネド市長、ダンタク）
- SHAMAN KING FLOWERS（敵兵）
- 転生貴族、鑑定スキルで成り上がる（フレディ、料理人、荒くれC、ヘンリー、エドワール・グランジオン 他） - 2シリーズ
- 喧嘩独学（カップル男性）
- 転生したらスライムだった件（五大老C）
- ワンルーム、日当たり普通、天使つき。（おじさん）
- Lv2からチートだった元勇者候補のまったり異世界ライフ（兵士③）
- 黒執事 -寄宿学校編-（生徒）
- バーテンダー 神のグラス（客1）
- 怪獣8号（防衛隊幹部）
- 異世界スーサイド・スクワッド（スタッフA）
- なぜ僕の世界を誰も覚えていないのか?（参謀、ウルザ兵）
- 異世界失格（武器屋の店主、チンピラ）
- ザ・ファブル（川平）
- 逃げ上手の若君
- FAIRY TAIL 100年クエスト（町人、老父）
- デリコズ・ナーサリー（住民、門番）
- オーイ!とんぼ（エマの父）
- 凍牌〜裏レート麻雀闘牌録〜（2024年 - 2025年、ダブルスーツの男、サラリーマン）

2025年
- SAKAMOTO DAYS（黒服、男）
- 全修。（司祭、サーバルキャットマスク、町民たち、伐隊たち）
- 俺だけレベルアップな件 Season 2 -Arise from the Shadow-（スカウトマン、赤岩勇斗）
- 妃教育から逃げたい私（ゴースト）
- チ。-地球の運動について-（助祭、客）
- トリリオンゲーム（黒龍の側近）
- Sランクモンスターの《ベヒーモス》だけど、猫と間違われてエルフ娘の騎士として暮らしてます（トロール）
- 外れスキル《木の実マスター》 〜スキルの実（食べたら死ぬ）を無限に食べられるようになった件について〜（魔物）
- アオのハコ
- シャングリラ・フロンティア（NPC男性）
- 異修羅（鏨のヤニーギズ）
- ボールパークでつかまえて!（警備員、おっちゃんA）
- 履いてください、鷹峰さん（数学教師、警察官）
- ざつ旅-That's Journey-（龍神さま、おじさん）
- クラシック★スターズ（VIP）
- LAZARUS ラザロ（指揮官）
- キミと僕の最後の戦場、あるいは世界が始まる聖戦 Season II（大臣B）
- クレバテス-魔獣の王と赤子と屍の勇者-（奴隷夫、山賊）
- 勇者パーティーを追放された白魔導師、Sランク冒険者に拾われる 〜この白魔導師が規格外すぎる〜（ボス）
- 気絶勇者と暗殺姫（店主）
- 神椿市建設中。（魚型テセラクター）

### 劇場アニメ
2010年代
- 屍者の帝国（2015年）
- ひるね姫 〜知らないワタシの物語〜（2017年）
- ヴァイオレット・エヴァーガーデン 外伝 - 永遠と自動手記人形 -（店主）
- 映画 妖怪学園Y 猫はHEROになれるか（2019年、桶狭間カンイチ）
- 劇場版 新幹線変形ロボ シンカリオン 未来からきた神速のALFA-X（2019年、吉村）

2020年代
- 銀魂 THE FINAL（2021年、レポーターB）
- サイダーのように言葉が湧き上がる（2021年）
- プリンセス・プリンシパル Crown Handler 第2章（2021年、秘書）
- アリスとテレスのまぼろし工場（2023年、工場作業員A）
- 劇場版 SPY×FAMILY CODE: White（2023年、射的場店主）

### OVA
- カレバカ 〜吾輩ノ彼ハ馬鹿でR〜（2015年、強盗）

### Webアニメ
- ヴァンパイア・イン・ザ・ガーデン （2022年、ヴァンパイア、村人）
- もっと!まじめにふまじめ かいけつゾロリ ゾロリのへや（2022年、トポル）
- PLUTO（2023年、誘拐犯）
- 転生したらスライムだった件 コリウスの夢（2023年、サウザーの部下）

### ゲーム
- 三国恋戦記〜オトメの兵法!〜（2010年）
- サウザンドメモリーズ（2014年、白狼の大帝シリウス[5]）
- 赤い砂堕ちる月（2015年）
- Fallout 4（2015年）
- ヒットマン（2016年）
- 龍が如く7 光と闇の行方（2020年）
- ドラゴンクエストX いばらの巫女と滅びの神 オンライン（2020年、ツキード、バルディスタ兵1[6]）
- The Last of Us Part II（2020年）
- FAIRY TAIL（2020年）
- 妖怪学園Y 〜ワイワイ学園生活〜（2020年、桶狭間カンイチ、モヒカン五郎、メガ・モヒコング、ゾロゾロ・ドロイド）
- デュエル・マスターズ プレイス（2021年、剛撃電磁サイバゴン、機動闘竜メタルクロー、至高神オービタル、無頼電脳スプラッシュアックス、電脳勇騎マグナス）
- 聖塔神記 トリニティトリガー（2022年、コル・デ・グリーズ[7]）
- OCTOPATH TRAVELER II（2023年）
- 龍が如く8（2024年）
- ゴブリンスレイヤー -ANOTHER ADVENTURER- NIGHTMARE FEAST（2024年）
- 龍が如く8外伝 Pirates in Hawaii（2025年）
- ファイアーエムブレム ヒーローズ（2025年、ガトー[8]）

### ドラマCD
- 魔彼〜魔は来たりて彼を堕とす〜 地編 vol.2「Prahlerei」（議員B）

### デジタルコミック
- それでは先生、お願いします。（2022年、編集2、女性編集の父、丸富 父）[9]

### 吹き替え

#### 映画
- 愛と哀しみの旅路 ※Disney+版
- アクシデントマン（”虐殺”クリフ）
- アンチャーテッド（警官[10]）
- IT/イット “それ”が見えたら、終わり。（ジョー〈アンソニー・ウルク〉[11]）
- エージェント:ライアン
- エスケイプ・フロム・イラク（エシュレフ）
- カサブランカ（ウーガーテ〈ピーター・ローレ〉）※N.E.M.版[12]
- きみが還る場所（クリフ〈マイケル・W・スミス〉[13]）
- キングスマン:ファースト・エージェント（ウラジーミル・レーニン〈アウグスト・ディール〉[14]）
- グリム・アベンジャーズ（オオカミ〈キモ・レオポルド〉）
- グレイマン[15]
- ケイト
- 紅海リゾート -奇跡の救出計画-（マディッボ）
- ゴジラ キング・オブ・モンスターズ（逃げる男2[16]）
- 砂上の法廷
- ザ・プレデター（教師男[17]）
- サン・オブ・ゴッド
- シャークネード エクストリーム・ミッション
- ジュラシック・クロコダイル 怒りのデス・アイランド（デイン）
- ジョン・ウィック（チャーリー〈デヴィッド・パトリック・ケリー〉）
- スター・ウォーズ/スカイウォーカーの夜明け
- スプラッシュ ※Disney+版
- 355（ピョートル[18]）
- ソニック・ザ・ムービー（酔った大男[19]）
- タイガー・ハウス（シェーン〈ダグレイ・スコット〉）
- 007/ノー・タイム・トゥ・ダイ（ラボの男5[20]）
- 2バッドガイズ（マンノ）
- トラジディ・ガールズ（ブレイン・ウェルシ）
- ハクソー・リッジ
- ブラック・ウィドウ（隊員C[21]）
- プロジェクトV（ハタウィ[22]）
- 僕のワンダフル・ジャーニー（ポール〈スコット・ギブソン〉[23]）
- マレフィセント（兵士8）
- 名探偵ピカチュウ[24]
- モンスターハンター（通信士[25]）
- ランボー ラスト・ブラッド（レンジャー[26]）※BSテレ東版
- 両刃の先進医療（マーティン）
- レイジング・ファイア（ポウ〈パトリック・タム〉）
- ロード・ウォーズ（ブラック）

#### ドラマ
- アメリカン・クライム・ストーリー
- アンブレイカブル・キミー・シュミット
- いつだってベストフレンド（ドイル先生）
- Weeds ママの秘密（デイブ）
- エージェント・オブ・シールド
- グッド・ワイフ
- 賢后 衛子夫（公孫敖）
- サイテー!ハイスクール（セドリック）
- ザ・クラウン
- ザ・コミー・ルール 元FBI長官の告白（ジェームズ・クラッパー〈ジョナサン・バンクス〉[27]）
- ザ・テラー（トウザー）
- シー・ハルク:ザ・アトーニー
- シカゴ P.D.
- シカゴ・ファイア（ダラス・パターソン）
- パトリオット 〜特命諜報員 ジョン・タヴナー（ピーター・イカボット）
- パニッシャー
- ブラインドスポット タトゥーの女（サージック・フェルズ）
- ボディガード -守るべきもの-（マイク・トラヴィス〈ヴィンセント・フランクリン〉[28]）
- マーベル インヒューマンズ（モーディス）
- マンハント（マクダニエル）
- ミズ・マーベル
- 六龍が飛ぶ（張三丰）

#### アニメ
- アダムス・ファミリー
- カンフー・パンダ ザ・シリーズ（太ワニ 他）
- ジョン・ヘンリー（トーマス）
- ちいさなプリンセス ソフィア（バーンストーム伯爵）
- トイ・ストーリー4（メレファント・ブルックス[29]）
  - フォーキーのコレって何?（メレファント・ブルックス、英国人俳優）
- バンザイ! キング・ジュリアン
- ファングボーン（永遠のアヒル）
- ミッキーマウス!
- モンスター・ハイ（マニー・タウル）
- ライオン・ガード
- レゴ ニンジャゴー（警察署長）[2]
- ロボヅナ（メガバタボット）

### ボイスオーバー
- アニマルプラネット ワイルド!フランク（ダニエレ）
- アメリカお宝鑑定団ポーンスターズ
- ジェームズ・メイズ・トイストーリー（オズ・クラーク）
- ジャングルで戦うレスキュー隊
- スーパーカー大改造（シェーン・リンチ）
- スーパー!メカニズム
- ディスカバリーチャンネル
  - アラスカ鉄道24時
  - カスタムマスター（トミー・シェルビー）
  - ミリタリー・モーターズ（アレックス）
- バ科学
- WHO I AM（チェ・グァングン）

### ナレーション
- パチンコ 『デルゼ』 CM
  - 『ゾロ目・ザ・デルゼ』 CM
  - 『レジェンド・オブ・デルゼ』 CM
- 『アルビレックス新潟パブリックビューイング』 CM
- ボーイング
- ボートレース2016 ラジオCM

### シリーズ一覧
1. ↑  Season 3 Part 1（2018年）、Season 3 Part 2（2019年）、The Final Season Part 1（2020年）、The Final Season 完結編（前編）（2023年）、The Final Season 完結編（後編）（2023年）
2. ↑  第1期（2019年）、第2期（2021年）
3. ↑  第4期（2020年）、第6期（2023年）
4. ↑  第1シリーズ（2020年）、第3シリーズ（2022年）
5. ↑  第3シリーズ（2020年 - 2021年）、第4シリーズ（2022年）、第5シリーズ（2024年）
6. ↑  第1クール（2020年）、第2クール（2021年）
7. ↑  第2期『弐ノ章』（2020年）、第3期『参ノ章』第1クール（2025年）
8. ↑  第1期（2021年）、第2期（2023年）
9. ↑  Season 1:第1クール（2022年）、Season 1:第2クール（2022年）、Season 2（2023年）
10. ↑  1st Season（2022年）、2nd Season（2023年）
11. ↑  1st season（2023年）、2nd season（2023年）
12. ↑  第1クール（2023年）、第2クール（2023年）
13. ↑  第1クール（2023年）、第2クール（2024年）
14. ↑  第1期（2023年 - 2024年）、第2期（2024年）
15. ↑  第1期（2024年）、第2期（2025年）
16. ↑  第1期（2024年）、第2期（2024年）

### 初出話一覧
1. 1 2  第3期 第10話初出
2. ↑  第2期 第19話初出
3. 1 2 3 4 5 6 7 8  第2話初出
4. 1 2 3 4 5 6  第9話初出
5. 1 2  第45話初出
6. ↑  第15話初出
7. ↑  第46話初出
8. 1 2 3 4 5 6  第3話初出
9. 1 2 3 4  第5話初出
10. 1 2 3 4 5  第6話初出
11. 1 2 3 4  第8話初出
12. 1 2 3  第13話初出
13. 1 2 3 4 5  第1話初出
14. 1 2  第16話初出
15. 1 2 3  第23話初出
16. ↑  第54話初出
17. 1 2  第11話初出
18. ↑  第12話初出
19. 1 2  第17話初出
20. 1 2 3 4  第7話初出
21. ↑  第19話初出
22. 1 2 3 4  第10話初出
23. ↑  第22話初出
24. ↑  第21話初出
25. ↑  第47話初出
26. ↑  第24話初出